# Rudolf Hoecker

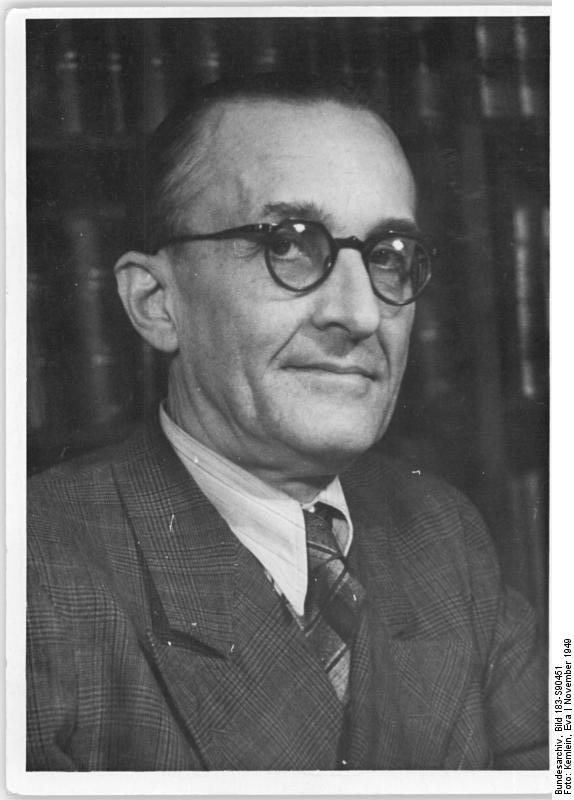
Rudolf Hoecker (1949)

Rudolf Hoecker (* 4. Februar 1889 in Buenos Aires; † 1. Mai 1976 in Berlin) war ein deutscher Bibliothekar.

## Leben
Rudolf Hoecker war ein Sohn des Großkaufmanns Max Hoecker. Nach dem frühen Tod des Vaters zog seine Mutter mit ihm 1893 nach Deutschland zurück. Er besuchte zunächst das Kaiser-Wilhelm-Gymnasium Hannover und erlangte 1908 das Abitur am Gymnasium in Basel. Ab 1908 studierte er Kunstgeschichte, Archäologie und Anglistik in Basel, Berlin und Halle an der Saale. 1914 wurde er in Basel mit der Schrift „Das Lehrgedicht des Karel van Mander“ promoviert. Aufgrund einer angegriffenen Gesundheit musste er nicht am Ersten Weltkrieg teilnehmen.

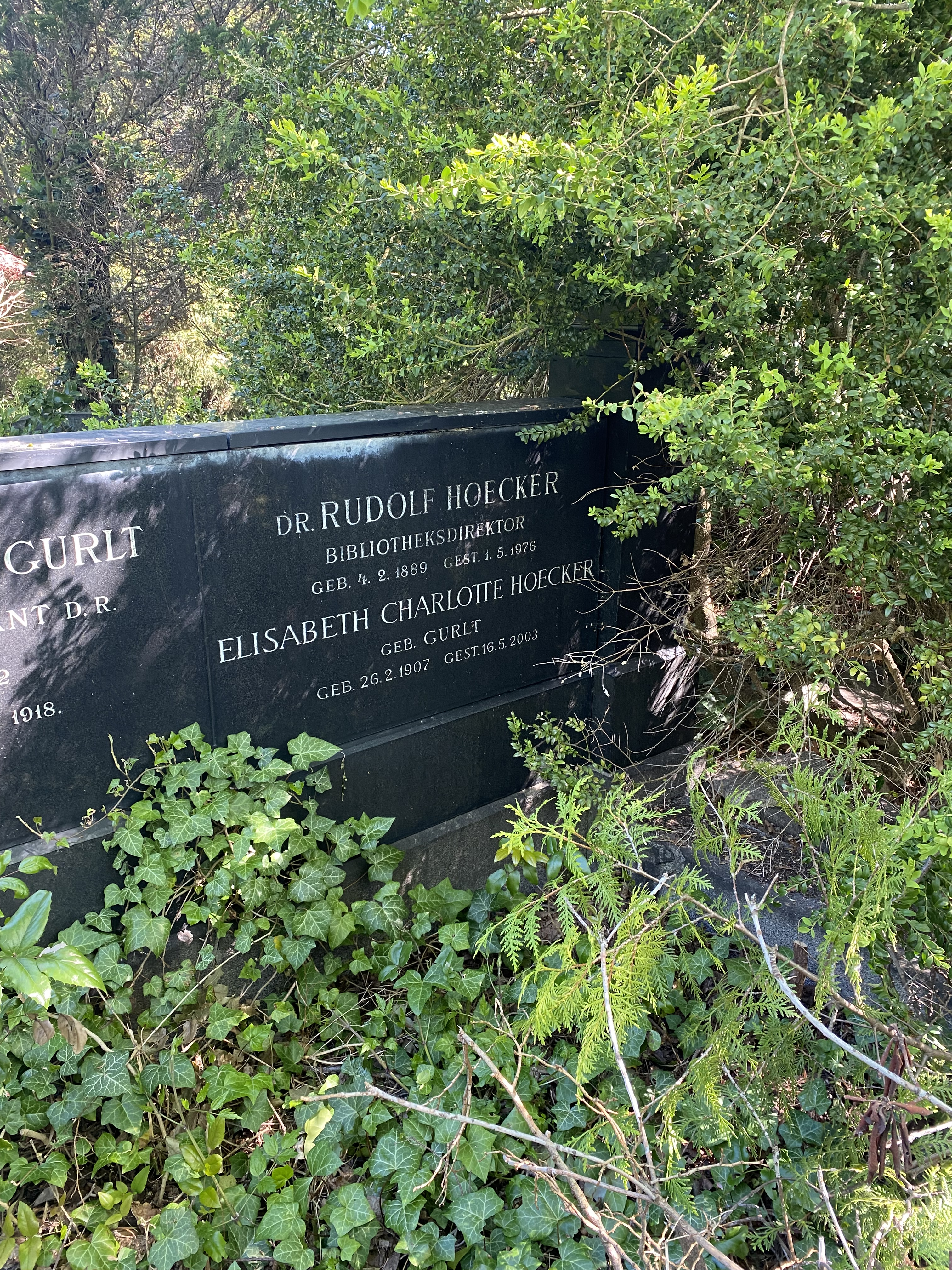
Grabstätte auf dem Dreifaltigkeitskirchhof II

Ab 1916 arbeitete Hoecker zunächst als Volontär an der Berliner Königlichen Bibliothek. Von 1919 bis 1921 studierte er Volkswirtschaft an der Universität Berlin. Ab 1923 war Hoecker als Bibliotheksrat an der Preußischen Staatsbibliothek tätig, wo er bis 1930 die Einband- und die Zeitschriftenstelle leitete. 1930 übernahm er die Position des Direktors der Universitätsbibliothek Berlin, der größten preußischen Universitätsbibliothek. Im Herbst 1933 wurde das SPD-Mitglied abgesetzt und zum Bibliotheksrat zurückgestuft. Ein strafrechtliches Verfahren wegen Führung schwarzer Kassen führte 1935 zu einer größeren Gehaltskürzung und schließlich zur Amtsenthebung. Im August 1936 folgte seine Reaktivierung und Strafversetzung an die Bibliothek der TH Berlin. Dort war er in der Informationsstelle für technisches Schrifttum tätig.
Kurz nach Ende des Zweiten Weltkriegs leitete Hoecker kommissarisch die drei großen Berliner Bibliotheken (Universitätsbibliothek, Bibliothek der TH Berlin, ehemalige Preußische Staatsbibliothek). 1946 wurde er Chefdirektor der Öffentlich-Wissenschaftlichen Bibliothek, der späteren Deutschen Staatsbibliothek in Ost-Berlin, und richtete seine Arbeit darauf, die Bibliothek wieder gebrauchsfähig zu machen. Vor allem musste die Instandsetzung der Gebäude, die Rückführung der ausgelagerten Bestände, die Feststellung von Verlusten und, wo möglich, deren Neubeschaffung organisiert werden. Obwohl er die Bibliotheksarbeit auf die Bedürfnisse der Wissenschafts- und Wirtschaftspolitik der SED ausrichtete warf man Hoecker, der in Westberlin wohnte, insbesondere mangelndes politisches Engagement im Sinne der SED vor. Eine angeblich allzu unpolitische Rede zum 1. Jahrestag der DDR führte schließlich 1950 zu seiner Entlassung. Offiziell wurde die unwahre Begründung mitgeteilt, dass er faschistische Literatur in den Kellern der Bibliothek archiviert haben soll. Anschließend arbeitete Hoecker bis zu seinem Ruhestand 1954 bibliothekarisch im Westen Berlins.
Hoecker war als Kenner des spanischen Bibliothekswesens und als Bibliograph bekannt. Außerdem lernte zwischen 1933 und 1936 die japanische Sprache, wodurch er schwierige technische Literatur aus dem Japanischen übersetzen konnte.
Rudolf Hoecker wurde auf dem Dreifaltigkeitskirchhof II in Berlin-Kreuzberg beigesetzt.

## Schriften (Auswahl)
- Das Lehrgedicht des Karel van Mander. Text, Uebersetzung und Kommentar. Nebst Anhang ueber Manders Geschichtskonstruktion und Kunsttheorie. Dordrecht 1916.
- Das spanische Bibliothekswesen. Versuch einer Bibliotheco-Bibliographie. Linz 1928, OCLC 122936697.
- Die Universitäts-Bibliothek zu Berlin. Zu ihrem 100jährigen Bestehen 1831–1931 am 20.2.1931. Berlin 1931, OCLC 315811213.